# Gyalideopsis scotica
Gyalideopsis scotica är en lavart som beskrevs av P. James. Gyalideopsis scotica ingår i släktet Gyalideopsis och familjen Gomphillaceae.   Inga underarter finns listade i Catalogue of Life.